# ナガノ (イラストレーター)
ナガノは、日本のイラストレーター、漫画家。女性。自分ツッコミくま（現在のナガノのくま）、ちいかわ（なんか小さくてかわいいやつ）の作者。筆ペンやシャープペンシル、色鉛筆、コピックを用いたアナログらしい柔らかな線画、繊細で独特なタッチと、かわいいだけではない世の中の不条理さを描くストーリーが老若男女問わず幅広く支持されている。

## 概要
自分ツッコミくま（現在のナガノのくま）のTwitterへの作品投稿やLINEスタンプで人気に火がつく。
イラストレーターとしての活動は、企業やアーティストとの各種コラボ展開、地方自治体のキャラクターデザインなど多岐に渡る。
鹿児島県志布志市観光特産品協会 公認キャラクターとして、志武士ししまるをデザインした。志布志市の花であるヒマワリを元にしたライオンのようなキャラクターで、2013年に採用された。
2018年にはポケットモンスターとコラボし、LINEのクリエイターズスタンプ「もういい！もどれ！ピカチュウ！」を製作・投稿。2019年には、全国のポケモンセンターにて、コラボグッズ「24じかんポケモンchu」が販売された。
LINEのクリエイターズスタンプでは、自分ツッコミくま、パグさん、ぶりっこうさぎ、気持ち色々パンダ、うごうごうさぎ、三択ねこ、ちいかわ（なんか小さくてかわいいやつ）などのオリジナルキャラクターを製作・投稿。日本のクリエイターズランキングで1位を多数獲得し、台湾のLINEクリエイターズマーケットでも度々上位にランクインする。
製作したキャラクターの中でも、自分ツッコミくまは、2017年12月度MVPに選ばれるなど人気を博し、グッズの販売、コラボカフェが開催されるまでに至り、朝日新聞社の運営する中華圏向け日本最新情報サイト「潮日本」では2018年7月から漫画が連載開始した。
Twitterでは、夜中に空腹を紛らわすため食べ物の絵を描いたのがキッカケで、食事レポートを兼ねたイラストを投稿し始める。また自分ツッコミくまの漫画も投稿している。こちらは自分ツッコミくまの世界観を拡張させつつ、可愛らしい絵柄で「不条理」や「狂気」を感じさせる作風から、Twitterで反響を呼んだ。漫画に登場するもぐらコロッケは主役級の人気を誇るキャラクターとなった。2023年11月から同じく漫画に登場するアザラシはちいかわに似ている姿であったこともあり、8万いいねを超える反響を得た。
2020年にはちいかわがTwitterで連載され、2023年4月時点ではTwitterフォロワー数214万人以上となる。ちいかわは2022年4月よりアニメ化され、ニュース情報番組のレギュラーとしてテレビ放送されたことや、ネット配信放送されたことで、幅広い層に知られるようになった。
2023年4月、自身のTwitterにて、入院し手術を受けることを発表する（本人曰く過労ではないとの事で、現在は手術を終え退院済み）。その際の報告イラストには、ローマ字で、｢MASUI DAISUKI !!｣(麻酔大好き)と記した。
2024年には『ちいかわ なんか小さくてかわいいやつ』が第53回日本漫画家協会賞大賞萬画部門を受賞。同年、第6回野間出版文化賞を受賞（およそ10年間の活動全体が評価された）。

## 人物
- 物心がついた時からずっと絵を描くのが好きで、何故絵を描き始めたのか思い出せないくらいずっと絵を描き続けてきたと語る[19]。
- 小さい頃には、ノートに漫画を描いて遊んでおり、PCを使うようになってからは、お絵描き掲示板に参加するようになった[9]。
- イラストを描く時の拘りとして、アナログ派で、パソコンでは直接描かずに、手描きしたものをスキャンして使用している[19]。
- 電子版『週刊モーニング』での連載『MOGUMOGU食べ歩きくま』は制作形態がアナログ作業な事に加え、取材が必要である為、他の作品に比べ工程が多く大変な時もあるが、苦労した分、完成した時の嬉しさは一番大きいかもしれないと語る[19]。
- Twitterで連載している漫画は、上述の『MOGUMOGU食べ歩きくま』の重い作業に対する息抜きの為に描いており、漫画を描く仕事の息抜きに漫画を描くという、高い創作意欲を持っている[19]。
- 影響を受けたアーティストに、けらえいこ、坂崎千春、たかぎなおこ、福満しげゆきを挙げる[5]。中でも坂崎の著書に書かれていた「苦手で描けない部分は諦めて、自分が描けるものを描くようにした」にとても感銘を受ける[5]。また、とよ田みのるの水彩画に憧れ、固形水彩を使い始めた[5]。
- 影響を受けた作品は、魔法陣グルグル、赤ずきんチャチャ、吉田戦車の作品などを挙げる[12]。
- 自身のルーツとして、『狼と七匹の子山羊』や『ひげのサムエルのおはなし』など淡々とした雰囲気の中にドキドキ感のある童話や絵本を挙げる[19]。
- カマキリのメスがオスを食べるなど、生き物ならではの容赦の無さに強く惹かれると語り、そういった生き物らしさを描きたい気持ちが強いという[19]。Twitterで連載している漫画の『ちいかわ なんか小さくてかわいいやつ』やもぐらコロッケが登場する話には、こういったエッセンスが出ている[19]。
- 食感が食べ物の美味さの大部分を占めると考えており、漫画やイラストでは、食べ物の食感が伝わるような独特の擬音が添えられる[2]。
- 関東在住だが、一年ほど宮古島に移住していたことがある[20]。

## 作品リスト
- ねこくま、めしくま（角川文庫刊、2018年）
- 自分ツッコミくまの のんびりシンプル旅行英会話 1語から伝わるカンタンお役立ち英語フレーズ（監修：川合亮平、KADOKAWA刊、2018年）
- 自分ツッコミくま激ムズまちがいさがし（日本文芸社刊、2019年）
- 自分ツッコミくま占い（日本文芸社刊、2020年9月19日)
- 自分ツッコミくまの本 もぐらコロッケのうた（講談社刊、2019年）
- 自分ツッコミくまの本 もぐらコロッケのゆめ（講談社刊、2020年）
- MOGUMOGU食べ歩きくま（『週刊Dモーニング』、2019年 - 2021年 全3巻）
- ちいかわ まちがいさがし なんか小さくてまちがってるやつ（講談社刊、2021年11月26日)
- ちいかわ なんか小さくてかわいいやつ（講談社刊、既刊7巻）
- ちいかわ ナゾトキ なんか小さくて謎めいたやつ（講談社刊、2022年3月23日）
- くまのむちゃうま日記（講談社刊、2022年6月22日）
- ちいかわ心理テスト なんかズバッと当たっちゃうやつ（講談社刊、2022年7月22日)